# Waves Audio
Waves Audio Ltd.（ウェイヴス・オーディオ株式会社）は、録音、ミキシング、マスタリング、ポストプロダクション、放送、ライブサウンドで使用されるプロフェッショナルなデジタルオーディオ信号処理技術とオーディオエフェクトを開発する会社でありサプライヤーである。イスラエルのテルアビブに本社と主要な開発施設があり、アメリカ、中国、台湾に支店、さらにインドとウクライナに開発センターがある。
2011年、Waves Audioは技術グラミー賞を受賞した。

## 歴史
Waves Audioは、1992年にギラッド・ケレンとメイア・シャシュアによってイスラエルのテルアビブに設立された。その年の後半、Wavesの最初の製品でありオーディオ業界初の市販オーディオプラグインでもあるQ10パラグラフィックイコライザーを発売した。
1994年に発売されたL1 Ultramaximizer（エルワン・ウルトラマキシマイザー）は著名なプラグインになり、一部の出版物は、これを現代の音楽におけるマスタリングの背景にある「ラウドネス・ウォー」を引き起こしていると指摘している。レコードプロデューサーのトニー・マセラティは、初期のWavesソフトウェアについて、「クオリティと創造力のあるプラグインはWavesだけだった」と述べている。Wavesはのちに、マセラティにインスパイアされたプラグインのシグネチャーラインを立ち上げている。
Wavesは、音楽プロデューサーやエンジニアと協力して独自のサウンドを探求するWavesシグネチャーシリーズを立ち上げた。2009年、Wavesはシグネチャーシリーズの一部として、クラシックロックに焦点を当てた5つのプラグインを含むエディ・クレイマー・シグネチャーシリーズを発売した。2010年にはクリス・ロード・アルジ・シグネチャーシリーズが続いた。
2011年、同社は「録音分野への卓越した技術的重要性の貢献」に対して技術グラミー賞を受賞した。
Wavesシグネチャー・シリーズは、マニー・マロキン・シグネチャーシリーズとともに2013年も続いた。2015年、Wavesは音楽プロデューサーのブッチ・ビグと協力して、Wavesシグネチャーシリーズの一部としてブッチ・ビグ・ボーカル・プラグインをリリースした。
2018年、Wavesはアビーロード・コレクションの一部としてアビーロード・TGマスタリング・チェインをリリースした。これは、アビーロード・スタジオのマスタリング一式で使用されているコンソール（EMI TG12345）をモデルにしている。

## 製品
Waves Audioは、さまざまなソフトウェア音源やエフェクトに加えて、音楽制作、エンジニアリング、ミキシング、マスタリングに特化した200を超えるソフトウェア製品を販売している。 注目すべきソフトウェアは次のとおり。
| ソフトウェア                     | 機能 | 発売日 | 補足                                                        |
| -------------------------------- | --- | ------ | ----------------------------------------------------------- |
| Q1                               | イコライザー・プラグイン | 1992年 | 最初のオーディオプラグイン                                  |
| L1 Ultramaximizer                | リミッター・プラグイン | 1994年 | L2とL3はそれぞれ2000年と2005年に発売されました              |
| Waves Tune                       | リアルタイムでピッチ補正とオートチューニングを行うプラグイン                                                                                          | 2005年 | 第119回AESコンベンション（2005年10月7日、ニューヨーク開催） |
| SSL 4000 Collection              | SSLとの共同開発。SSLコンソール（SSL 4000）のチャンネルストリップ、EQ、コンプレッサーをモデリングしたプラグイン・バンドル                              | 2006年 |                                                             |
| Renaissance Maxx                 | ヴィンテージ機器をモデリングしたエフェクト・プラグイン・バンドル                                                                                      |        |                                                             |
| API Collection                   | APIとの共同開発。APIコンソール（API 2500、API 550A、API 550B、API 560）をモデリングしたプラグイン・バンドル                                           | 2007年 |                                                             |
| Eddie Kramer Signature Series    | エディ・クレイマー氏との共同開発によるエフェクト・プラグイン・バンドル                                                                                | 2009年 |                                                             |
| SoundGrid                        | WavesプラグインをDSPで使用するためのプラットフォーム                                                                                                  | 2010年 |                                                             |
| Vocal Rider                      | 自動でボーカルトラックのボリュームを調整することに特化したプラグイン                                                                                  | 2010年 |                                                             |
| CLA-2A                           | コンプレッサーおよびリミッター・プラグイン |        | CLAシグネチャーシリーズの一部                               |
| NS1 Noise Suppressor             | ノイズサプレッサー・プラグイン | 2012年 |                                                             |
| NLS                              | マーク・スパイク・ステント氏、マイク・ヘッジス氏、ヨード・ニーヴォ氏との共同開発。彼らが所有するコンソールをモデリングして1つのUIにまとめたプラグイン | 2012年 |                                                             |
| Manny Marroquin Signature Series | マニー・マロクイン氏との共同開発によるエフェクト・プラグイン・バンドル                                                                                | 2013年 |                                                             |
| C6 Multiband Compressor          | マルチバンド・コンプレッサー・プラグイン | 2013年 |                                                             |
| WLM Meter                        | ラウドネス・メーター・プラグイン | 2014年 |                                                             |
| Waves Tune Real-Time             | Waves Tuneをリアルタイムで使用することに焦点を当てたプラグイン                                                                                        | 2016年 |                                                             |
| Torque                           | ドラムサウンドのピッチを修正できるプラグイン | 2017年 |                                                             |
| Dugan Automixer                  | ダン・デュガン氏との共同開発によるオートマチックミキサー・プラグイン                                                                                  | 2017年 |                                                             |
| Abbey Road TG Mastering Chain    | 複数のアビーロード・スタジオ機器（EMIコンソール）をモデリングしたプラグイン                                                                           | 2018年 |                                                             |
| B360 Ambisonics Encoder          | 360度オーディオコンバーターを搭載したミキサー・プラグイン                                                                                             | 2018年 |                                                             |
| Scheps Omni Channel              | アンドリュー・シェップス氏との共同開発によるチャンネルストリップ・プラグイン                                                                          | 2018年 |                                                             |
| Submarine                        | サブベース（超低音）を追加するプラグイン | 2019年 |                                                             |
| Bass Fingers                     | エレクトリック・ベースの指弾きサウンドを再現するソフトウェア音源                                                                                      | 2019年 |                                                             |
| Nx Virtual Mix Room              | ヘッドフォンでのミキシングやマスタリングに最適化されたマスターバス用プラグイン                                                                        |        |                                                             |
| Multirack                        | Wavesプラグインをライブパフォーマンスで使用するために最適化されたスタンドアローン・ホスト・アプリケーション                                           |        |                                                             |
| SuperRack                        | Wavesプラグインをミキシングコンソールに組み込む仮想プラットフォーム・アプリケーション                                                                 | 2019年 |                                                             |
| Abbey Road Studio 3              | アビーロードのミックスルームにいるような音響を再現したヘッドフォン用のマスターバス用プラグイン                                                        | 2019年 | Waves Nxでの作業                                            |
| Abbey Road Saturator             | EMI TG12321をエミュレーションしたアビーロード・スタジオ公認のサチュレータープラグイン                                                                 | 2019年 |                                                             |

Wavesは、長年にわたりアビーロード・スタジオとの共同開発を行っており、2011年には英国王室のために作られたマイクを再現したThe King’s Microphones、2012年にはEMI REDDコンソールを再現したREDD、2013年にはテープレコーダーによるサチュレーションをモデリングしたJ37 Tape、プレート・リバーブの元祖であるEMT 140をモデリングしたAbbey Road Reverb Plates、RS56 Universal Tone Control Passive EQを再現したRS56 Passive EQ、2014年にはEMI TG12345をモデリングしたEMI TG12345 Channel Stripなど数多くのプラグインを発売している。

## 技術
2010年、WavesはWinter NAMMショーでSoundGridテクノロジーを発表した。 SoundGridは、Wavesオーディオプロセッサを低レイテンシーのプラットフォームで利用できるようにするために作成された。SoundGridシステムは、SoundGrid環境を実行するLinuxベースのサーバー、互換性のあるプラグイン、MacまたはWindows、および入出力（I / O）用のDAインターフェイスで構成されている。ライブサウンド、放送、およびポストプロダクションに使用され、DiGiCo、Allen＆Heath、ヤマハなどの特定のハードウェア・オーディオ・ミキシング・コンソールでのオーディオ処理に低遅延環境を提供する。
Wavesは、Maxxブランドの下で、一般家庭用製品に向けてライセンス利用可能なアルゴリズムとしてのテクノロジーを提供している。 Maxxブランドのテクノロジーは、デル、東芝、ソニー、OPPO 、OnePlus、三洋電機、日本ビクター、アルテックランシングなどの企業のコンピューター、ラップトップ、スマートフォン、 VoIP 、ポータブル・スピーカーシステムなどの製品で使用されている。
2016年、Wavesは立体音響をヘッドホンでも聞けるようにステレオから7.1chまでの音声を処理する『Waves Nx』の制作資金を募るため、Kickstarterキャンペーンを開始した。このテクノロジーは、ユーザーが「音がどの方向から来ているかを検出」できるようにする3次元の仮想オーディオスケープを生成している。 
2018年、WavesはWaves Nxと並び、360度の空間音声やVRオーディオプロジェクトをミキシングするエンジニアを支援するために、Waves B360 Ambisonics Encoderも開発した。  Waves製のオーディオプロセッサを採用したAudeze Mobiusヘッドフォンは、WavesのNxテクノロジーで動作する。 
現在、Waves Maxxテクノロジーは、IoT、モバイル、スマートアシスタンス、および通信デバイスで利用できる。 Waves Maxxのパートナーシップには、Google、LG、Acer、Fitbit、クアルコム、インテルが含まれる。さらに、3Dオーディオ用のWaves Nxテクノロジーは、AcerおよびAudezeによってゲーミングヘッドホンやその他のデバイスで利用できる。映画音楽エンジニアのアラン・マイヤーソン氏は、Wavesのテクノロジーについて、「映画音楽のサウンドを変えた」と語った。

## 著作権および商標訴訟
2010年、Waves Audioは、知的財産権の侵害とそのソフトウェアの違法な使用に関する2つの訴訟に関与した。被告SkylineRecording Studios NYCとの訴訟では、Wavesが勝訴し、もう1つの訴訟では、被告Quad Recording Studiosとの訴訟で、被告は責任を認めた。  
2013年、Waves Audioは、スマートフォンのDroid RazrMaxxおよびDroidRazr MaxxHDの名称がMaxxの商標を侵害したとしてモトローラ・モビリティを提訴した。 